# خیال‌پردازی شهری
خیال‌پردازی شهری (انگلیسی: Urban fantasy) یک زیرژانر از فانتزی است که عناصر فراطبیعی را در محدوده یک محیط شهری معاصر قرار می‌دهد. این ترکیب بدون نیاز به خلق یک دنیای خیالی، بستری برای داستان‌های فانتزی کلاسیک، عناصر داستانی کیشوتی، و شخصیت‌های غیرمعمول در اختیار نویسنده قرار می‌دهد.
پیش‌آمدهای فانتزی شهری در داستان‌های رایج قرن نوزدهم یافت می‌شود، و استفاده کنونی از این اصطلاح به دهه ۱۹۷۰ برمی‌گردد، و بسیاری از مخاطبان آن به‌دلیل موفقیت فیلم‌های فراطبیعی این سبک در دهه‌های ۱۹۳۰–۱۹۵۰ مشتاق شدند. محبوبیت آثار فعلی این ژانر در دهه ۱۹۸۰ در آمریکای شمالی آغاز شد، و بعدتر نویسندگان و ناشران با موفقیت آثار استیون کینگ و آن رایس تشویق به ادامه آن شدند.